# 강원특별자치도인제교육지원청
강원특별자치도인제교육지원청(江原特別自治道麟蹄敎育支援廳, Inje Office of Education)은 대한민국 강원특별자치도 인제군을 관할하는 강원특별자치도교육청 산하의 교육지원청이다.
교육장은 장학관으로 보한다.

## 산하기관

### 초등학교
| - 귀둔초등학교 - 기린초등학교 - 방동분교 - 진동분교 - 부평초등학교 - 신월분교 | - 상남초등학교 - 서성초등학교 - 서화초등학교 - 어론초등학교 - 용대초등학교 | - 원통초등학교 - 신덕분교 - 월학초등학교 - 인제남초등학교 | - 인제초등학교 - 가리산분교 - 하남초등학교 - 한계초등학교 |

### 중학교
| - 기린중학교 - 상남중학교 | - 서화중학교 - 신남중학교 | - 원통중학교 - 인제중학교 |

## 같이 보기
- 대한민국 교육부